# Cachoeira Brontë
A cachoeira Brontë no riacho South Dean fica a cerca de uma milha a sudoeste de Stanbury, perto de Haworth, em West Yorkshire, Inglaterra. A área ao redor da cachoeira é principalmente de charneca e terras agrícolas em Brontë Country, uma região de beleza excepcional famosa por sua associação com as irmãs Brontë. Abaixo das quedas d'água está a ponte Brontë, uma antiga ponte de pedra sobre o riacho. Uma enchente repentina em maio de 1989 varreu a ponte. Em março de 1990, um helicóptero Lynx do 9.º Regimento do Corpo Aéreo do Exército transportou cinco lajes de arenito para o vale estreito para permitir que os guardas florestais consertassem a travessia.

## Trilha Brontë
A Brontë Way, uma trilha natural, começa em Haworth, nos Peninos do Sul, e atravessa os pântanos até a cachoeira. Continuando, Top Withens pode ser alcançado na mesma caminhada. A casa de fazenda em ruínas tem a reputação de ter sido a inspiração para o cenário de Wuthering Heights, o romance de Emily Brontë de 1847.